# Valdivia Abyssal Plain
Koordinaten: 62° 30′ S, 70° 0′ O
Die Valdivia Abyssal Plain (englisch) ist eine Tiefseeebene in der Kooperationssee des Südlichen Ozeans weit vor der Küste Ostantarktikas.
Benannt ist sie nach dem Forschungsschiff Valdivia und der mit ihm durchgeführten Valdivia-Expedition (1898–1899).